# Zeng Guofan
Zeng Guofan (en chino tradicional, 曾國藩 pinyin, Zēng Guófān) 26 de noviembre de 1811 - 12 de marzo de 1872) fue un estadista chino, general militar y erudito confuciano de finales de la dinastía Qing.
Es conocido por crear y organizar al Ejército Xiang para ayudar al ejército Qing a reprimir la Rebelión Taiping y restaurar la estabilidad del Imperio Qing. Junto con otras figuras prominentes como Zuo Zongtang y Li Hongzhang, Zeng preparó el escenario para la Restauración Tongzhi, un intento de detener el declive de la dinastía Qing.
Conocido por su percepción estratégica, habilidad administrativa y personalidad noble en la práctica confucianista, pero también por la crueldad de su represión de la rebelión, ejemplificó la lealtad en una era de caos; pero también se le considera un precursor del ascenso del caudillismo.

## Primeros años

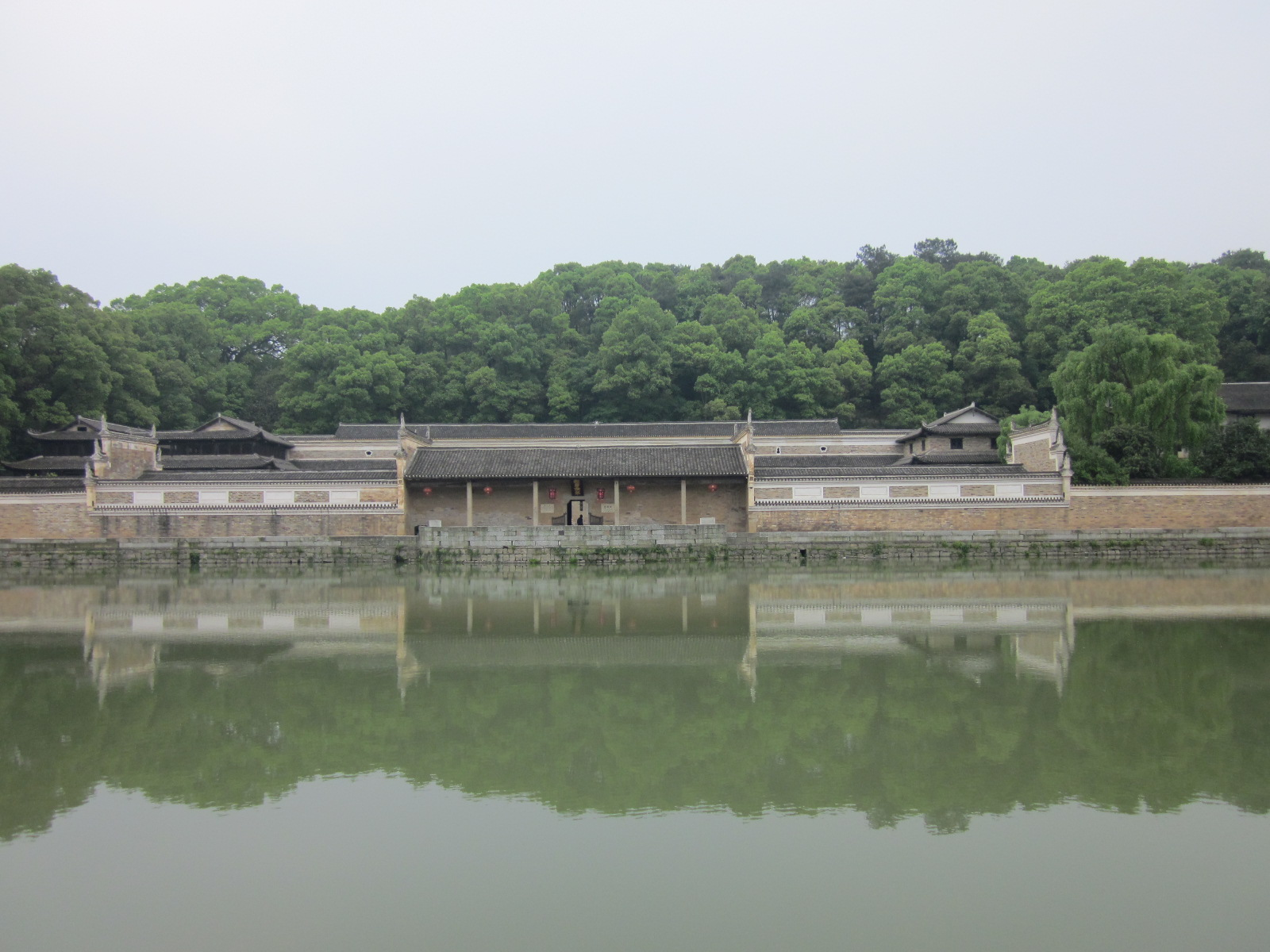
la residencia antigua de zeng en Hunan

Nacido Zeng Zicheng en Xiangxiang, provincia de Hunan en 1811, Zeng era nieto de Zeng Yuping, un granjero con ambiciones sociales y políticas. También era descendiente del filósofo confuciano Zengzi. Estudió en la academia Yuelu en la prefectura de Changsha, donde pasó el examen prefectural en 1833, solo un año después de su padre, Zeng Linshu. Pasó el examen provincial un año después, y en 1838, a la edad de 27 años, había superado con éxito el examen imperial, un logro prestigioso en China. Había obtenido el grado de Jinshi, el nivel más alto en los exámenes del servicio civil, lo que lo llevó a su nombramiento en la Academia Hanlin, un cuerpo excepcional en la literatura china al tratarse de eruditos que realizaban tareas literarias para la corte imperial. Se movió relativamente rápido en las filas con la ayuda de su maestro, Mujangga; cinco años después, se había convertido en oficial de segundo grado.

## Entrada en la política imperial
En 1843, Zeng fue designado principal examinador literario en la provincia de Sichuan. Seis años después, fue nombrado vicesecretario principal de los tres departamentos y seis ministerios, en la Junta de ritos.
Cuando ocupaba el cargo de Examinador Militar (1851), la muerte de su madre lo obligó a regresar a la provincia de Hunan para llevar a cabo el duelo filial, que se supone que durará tres años. Durante ese tiempo, los rebeldes de Taiping habían invadido la provincia de Hunan y capturado las ciudades y fortalezas en ambas orillas del río Yangtze. Mediante un decreto especial, se ordenó a Zeng que ayudara al gobernador provincial de Xunfu a reclutar una fuerza de voluntarios, y, por propia iniciativa, construyó una flota de juncos de guerra y múltiples arsenales, con los que atacó a los rebeldes. Esta fuerza finalmente se hizo conocida como la armada Xiang (también conocida como armada Hunan ejército Chu). Al entrenar y comandar al Ejército de Xiang, Zeng enfatizó "los lazos familiares, la responsabilidad individual, el discipulado flexible pero responsable, la paga militar mejorada, el respeto por los intelectuales que sirven en el ejército y un fuerte vínculo entre oficiales y soldados"  En su primer enfrentamiento con los rebeldes, Zeng fue derrotado, pero sus tenientes fueron más exitosos.

## Vida personal
Zeng era un escritor voluminoso. Sus trabajos dirigidos al trono y sus disquisiciones literarias son tenidos en alta estima por los eruditos chinos, que atesoran la edición de sus obras completas en 156 libros, que fue editada por Li Hongzhang en 1876, como un memorial de una gran e incorruptible estadista. Zeng disfrutó leyendo y tuvo un interés especial en las  Veinticuatro historias 'y otros clásicos chinos. También fue un poeta dedicado y autor de un diario.

## Legado
El legado de Zeng en la historia es doble. Por un lado, es criticado como un traidor incondicionalmente conservador, pero en otro es visto como un héroe en la preservación del orden y la estabilidad. Muchos en China y en el exterior admiran su capacidad para sobrevivir con éxito en la burocracia despiadada de la dinastía Qing. Muchos han culpado a Zeng de todas las pérdidas y daños civiles ocurridos durante la Rebelión de Taiping, mientras que otros lo critican por ser demasiado amistoso con ciertas ideas extranjeras.